# Nuno Bragança
Nuno Manuel Maria Caupers de Bragança GCSE (Lisboa, 12 de Fevereiro de 1929 — Lisboa, 7 de Fevereiro de 1985) foi um escritor português.

## Biografia
Nasceu de uma família da alta aristocracia portuguesa, a Casa de Lafões, ramo dos Duques de Bragança , 6.º neto do Rei D. Pedro II de Portugal.
Frequentou o curso de Agronomia, mudando depois para Direito, que completou em 1957.
Era praticante de Boxe e como pioneiro da caça submarina em Portugal foi co-fundador do CPAS (Centro Português de Actividades Subaquáticas).
A partir de 1955, integra a equipa do jornal Encontro (orgão da JUC – Juventude Universitária Católica), onde publicou os seus primeiros textos literários.
Da segunda metade dos Anos 50 datam textos como "A Morte da Perdiz" (peça radiofónica com colaboração de  Pedro Tamen, Nuno Cardoso Peres e Maria Leonor), "O Guardador de Porcos" ou "Guliveira e os Liliputos", título dado por Maria Leonor a uma sátira a Salazar escrita com M. S. Lourenço, Luís de Sousa Costa e Manuel de Lucena. Pela mesma altura escreveu inúmeras críticas cinematográficas fundando e dirigindo o Cine-Clube "Centro Cultural de Cinema" de 1956-59.
Fez parte do movimento chamado "catolicismo progressista" juntamente com João Bénard da Costa, António Alçada Baptista e o referido Pedro Tamen, entre outros, tendo sido co-fundador da revista "O Tempo e o Modo", de que foi colaborador assíduo.
Logo, foi militante no MAR (Movimento de Acção Revolucionária), por essa altura aproxima-se das Brigadas Revolucionárias de Isabel do Carmo e Carlos Antunes e trava amizade com Manuel Alegre e começa uma atividade clandestina que visava preparar um atentado contra a Pide.
Assinou o argumento e diálogos do filme de Paulo Rocha "Os Verdes Anos", de 1963.
Em 1970 co-assinou com Gérdard Castello Lopes, Fernando Lopes e Augusto Cabrita o documentário "Nacionalidade Português" que abordava a questão da emigração, estreado em Portugal em 1973.
Depois do golpe de Estado do 25 de Abril de 1974, Nuno Bragança junta-se ao teatro A Comuna, onde conhece a sua futura mulher, a atriz Madalena Pestana, com quem terá dois filhos. Nesses anos de ressaca revolucionária, escreve para o Jornal de Letras, apoia a candidatura  e o governo de Maria de Lourdes Pintassilgo. 
Morreu em 1985 com apenas 55 anos, depois de ter sofrido décadas de depressão e de dependência de álcool.
A 9 de Junho de 1998 foi agraciado a título póstumo com a Grã-Cruz da Ordem Militar de Sant'Iago da Espada.
Em 2008, João Pinto Nogueira realizou o documentário "U Omãi qe Dava Pulus", sobre a vida do escritor.

## Obras literárias
- A Noite e o Riso, 1969
- Directa, 1977
- Square Tolstoi, 1981
- Estação, 1984
- Do Fim do Mundo, 1990 (póstumo)

Em Fevereiro de 2009 reuniram-se num único volume as 5 obras de Nuno Bragança juntamente com a transcrição da peça radiofónica "A Morte da Perdiz", no livro "Obra Completa. 1969-1985", das publicações Dom Quixote.

## Dados genealógicos
Casou primeira vez em Estremoz, em Setembro de 1955, com sua parente Maria Leonor da Fonseca de Matos e Góis Caupers (Estremoz, Santa Vitória do Ameixial, 30 de Agosto de 1926 - Lisboa, 4 de Agosto de 1969), proveniente duma família de ascendência austríaca 6.ª neta do casamento de João Valentim Caupers, médico da rainha D. Mariana de Áustria, mulher de D. João V de Portugal. Com geração. 
Casou segunda vez em Lisboa, a 30 de Junho de 1975 com Maria Madalena Batalha Pestana (Sintra, Montelavar, 9 de Novembro de 1949-15 de junho de 2020). Com geração.